# Manto negre
El manto negre, o simplement manto, és una varietat de cep negra. El gra és gros.
És una varietat autòctona de Mallorca, possiblement derivada de l'adaptació de la garnatxa a l'illa. Es cultiva sobretot a la DO Binissalem on els vins negres porten un mínim del 50% de manto. També es troben ceps de manto negre a les terres del sud de Catalunya, principalment a Tarragona.
El cep de Manto Negre té un elevat creixement vegetatiu, fet que dona més feines en verd del que és habitual. És sensible al mildiu i bastant resistent a l'oïdi o cendrada.
El vi de raïm de manto negre és neutre d'aromes, amb cos i d'alta graduació (és fàcil arribar a 14º). El vi varietal té tendència a l'oxidació però amb un cert cupatge és apte per l'envelliment.
Complementa molt bé el callet, molt aromàtic i de baixa graduació.